# Villiers-sur-Morin
Villiers-sur-Morin ist eine französische Gemeinde mit 2.067 Einwohnern (Stand: 1. Januar 2022) im Département Seine-et-Marne in der Region Île-de-France. Sie gehört zum Arrondissement Meaux und zum Kanton Serris (bis 2015: Kanton Crécy-la-Chapelle). Die Einwohner werden Villermorinois genannt.

## Geographie
Villiers-sur-Morin liegt etwa 29 Kilometer östlich von Paris am Fluss Grand Morin, der die nordöstliche Gemeindegrenze bildet. Umgeben wird Villiers-sur-Morin von den Nachbargemeinden Couilly-Pont-aux-Dames im Norden und Nordwesten, Crécy-la-Chapelle im Osten und Nordosten, Voulangis im Osten und Südosten, Villeneuve-le-Comte im Süden und Südwesten, Coutevroult im Westen sowie Saint-Germain-sur-Morin im Westen.
Durch die Gemeinde führt die Route nationale 36.

## Bevölkerungsentwicklung
| Jahr                       | 1962 | 1968 | 1975 | 1982 | 1990 | 1999 | 2006 | 2017 |
| Einwohner                  | 614  | 597  | 830  | 1054 | 1358 | 1527 | 1677 | 1926 |
| Quellen: Cassini und INSEE |      |      |      |      |      |      |      |      |

## Sehenswürdigkeiten

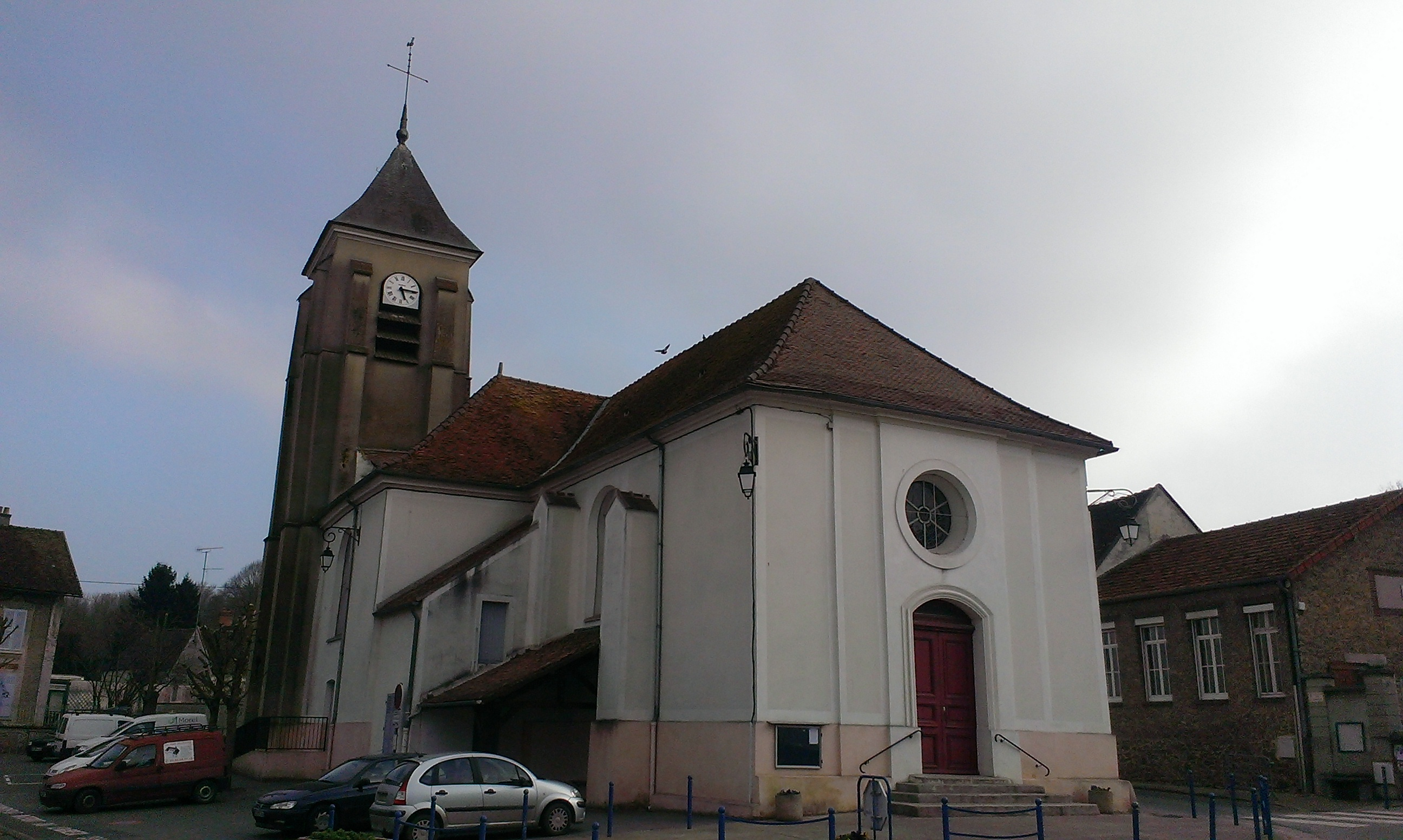
Kirche Saint-Rémi

- Kirche Saint-Rémi
- Waschhaus